# Massimo Ostillio
Massimo Ostillio (Taranto, 1º ottobre 1957) è un giornalista e politico italiano.

## Biografia
Laureato in scienze politiche, dal 1995 è iscritto come pubblicista all'Ordine dei Giornalisti del Lazio. 
Viene eletto deputato nell'aprile 1996 con la lista CCD-CDU, a Montecitorio fa parte della commissione parlamentare Difesa e della commissione speciale per l'esame dei disegni di legge di conversione di decreti legge. Nel 1998 aderisce all'Unione Democratica per la Repubblica e nel 1999 confluisce nell'UDEUR di Clemente Mastella. In quota a tale partito viene nominato sottosegretario di Stato alla Difesa nel governo D'Alema II (dal 23 dicembre 1999 al 27 aprile 2000) e poi ancora nel governo Amato II (dal 27 aprile 2000 al 10 giugno 2001).
Viene confermato deputato nel 2001 con l'Ulivo, vincendo col 40% nel collegio uninominale di Taranto Italia-Monte Granaro; nella XIV Legislatura si iscrive inizialmente al gruppo della Margherita, poi nel giugno 2002 con il resto dell'UDEUR forma una componente autonoma. A Montecitorio è vicepresidente della commissione Difesa. Termina anticipatamente il proprio mandato parlamentare nel novembre 2005, per assumere il ruolo di assessore al Turismo della regione Puglia nel primo mandato del presidente Nichi Vendola.
Nel 2012 diventa vicepresidente di PromuovItalia, società pubblica che fa capo all'Enit.